# Lanicola lobata
Lanicola lobata är en ringmaskart som beskrevs av Hartmann-Schröder 1986. Lanicola lobata ingår i släktet Lanicola och familjen Terebellidae. Inga underarter finns listade i Catalogue of Life.